# Куваева (деревня)
Куваева — деревня в Камышловском районе Свердловской области России, входит в состав Обуховского сельского поселения.

## Географическое положение
Деревня Куваева расположена в 23 километрах (по авдотороге в 30 километрах) к югу от города Камышлова, на правом берегу реки Реутинки (правого притока реки Пышмы). Рядом с деревней расположен пруд, в окрестностях — труднопроходимые осоковые болота: Пышминское, Катайское и Еланское — места гнездования журавлей.

## История
Основателем деревни был оброчный крестьянин Камышловской слободы Иван Кувай, живший во вт. пол. XVII — н. XVIII, или кто-то из его потомков. В начале XX века в деревне существовала земская школа.

## Население
| 2002 | 2010 | 2021 |
| ---- | ---- | ---- |
| 170  | ↘120 | ↘63  |